# Joja Wendt

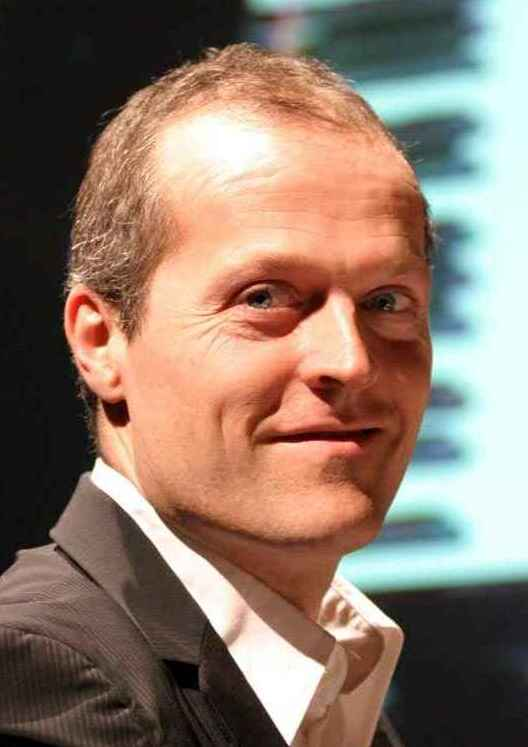
Joja Wendt (2005)

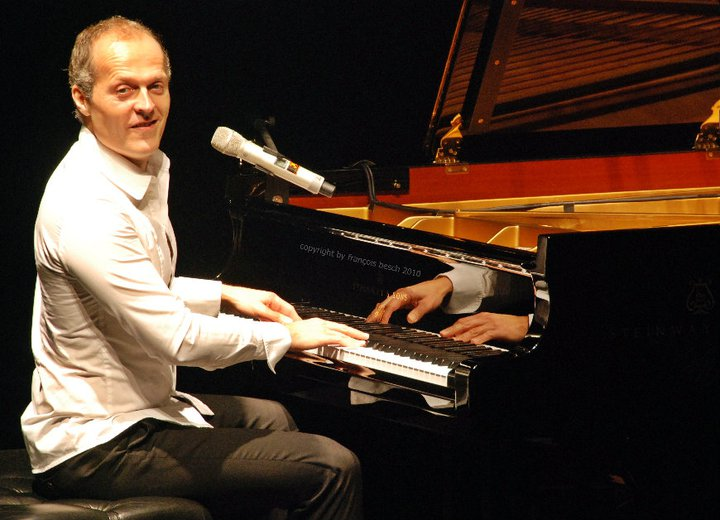
Joja Wendt in Echternach (Luxemburg)

Joja Wendt (bürgerl. Carl Johan Wendt; * 31. Juli 1964 in Hamburg) ist ein deutscher Jazz-Pianist und Komponist.

## Leben
Joja Wendt wurde als Sohn des Hamburger Arztes Karl-Herbert Wendt und seiner Frau, der Sopranistin Barbara Wendt, in Hamburg geboren. Er wuchs als drittjüngstes von neun Geschwistern zunächst in Istanbul auf, wo der Vater von 1967 bis 1974 als Chefarzt am Deutschen Krankenhaus arbeitete, und kehrte nach der Trennung der Eltern mit seiner Mutter nach Deutschland zurück. Nach Stationen in Salzburg, Berlin, Dortmund und München zogen sie zurück nach Hamburg, wo er das Lise-Meitner-Gymnasium in Hamburg-Osdorf besuchte und das Abitur ablegte. Wendt begann im Alter von vier Jahren mit dem Klavierspielen. Er wendete sich nach dem Abitur dem Jazz zu und spielte regelmäßig in der Hamburger Musikkneipe Sperl, wo er von Joe Cocker entdeckt wurde. Cocker nahm Wendt als Pianist in das Vorprogramm seiner Deutschlandtournee auf, wodurch dieser rasch bekannt wurde.
Wichtige Stationen dabei waren Konzerte mit Chuck Berry, dessen Deutschland-Tournee er auf dem Klavier begleitete, oder mit der Band Pur in der ausverkauften Arena Auf Schalke, und die Filmmusik zu 7 Zwerge – Männer allein im Wald (2004). Nach Stationen im holländischen Hilversum und einem Studium in New York City kehrte er nach Hamburg zurück, wo er heute mit Ehefrau und zwei Kindern in Groß Flottbek lebt. Zusammen mit Stefan Gwildis und Rolf Claussen tritt er seit 2011 als Söhne Hamburgs auf. Neben seiner Leidenschaft für Jazz, Blues und Boogie-Woogie liegt ihm auch die musikalische Früherziehung am Herzen.
Neben seiner Musikkarriere spielte Wendt Tischtennis für die erste Herren-Mannschaft der SG Grün-Weiß-Rot Nienstedten / TuS Osdorf in der Hamburg-Liga, der höchsten Hamburger Spielklasse.
Im Alter von 27 Jahren wurde Wendt am Steuer seines Autos sitzend in einen Verkehrsunfall verwickelt, als ein stark alkoholisierter Obdachloser vor sein Auto lief. Wendt erlitt eine schwere Handverletzung, wodurch seine weitere Karriere als Pianist zeitweise in Gefahr war.

## Auszeichnungen
Wendt ist unter anderem Träger des Louis-Armstrong-Preises und wurde vom Traditionshaus Steinway & Sons in den Kreis der Steinway-Künstler aufgenommen.

## Piano Academy
Joja Wendt betreibt eine Online Piano-Academy, bei der in über 300 Videos überwiegend das Improvisieren und freie Spielen gelehrt wird. Gastlehrer in dem Kurs sind unter anderem Udo Lindenberg und Otto Waalkes. Neben verschiedenen kostenpflichtigen Bundles und Abo-Modellen sind auch 34 kostenlose Videos verfügbar.

## Diskografie

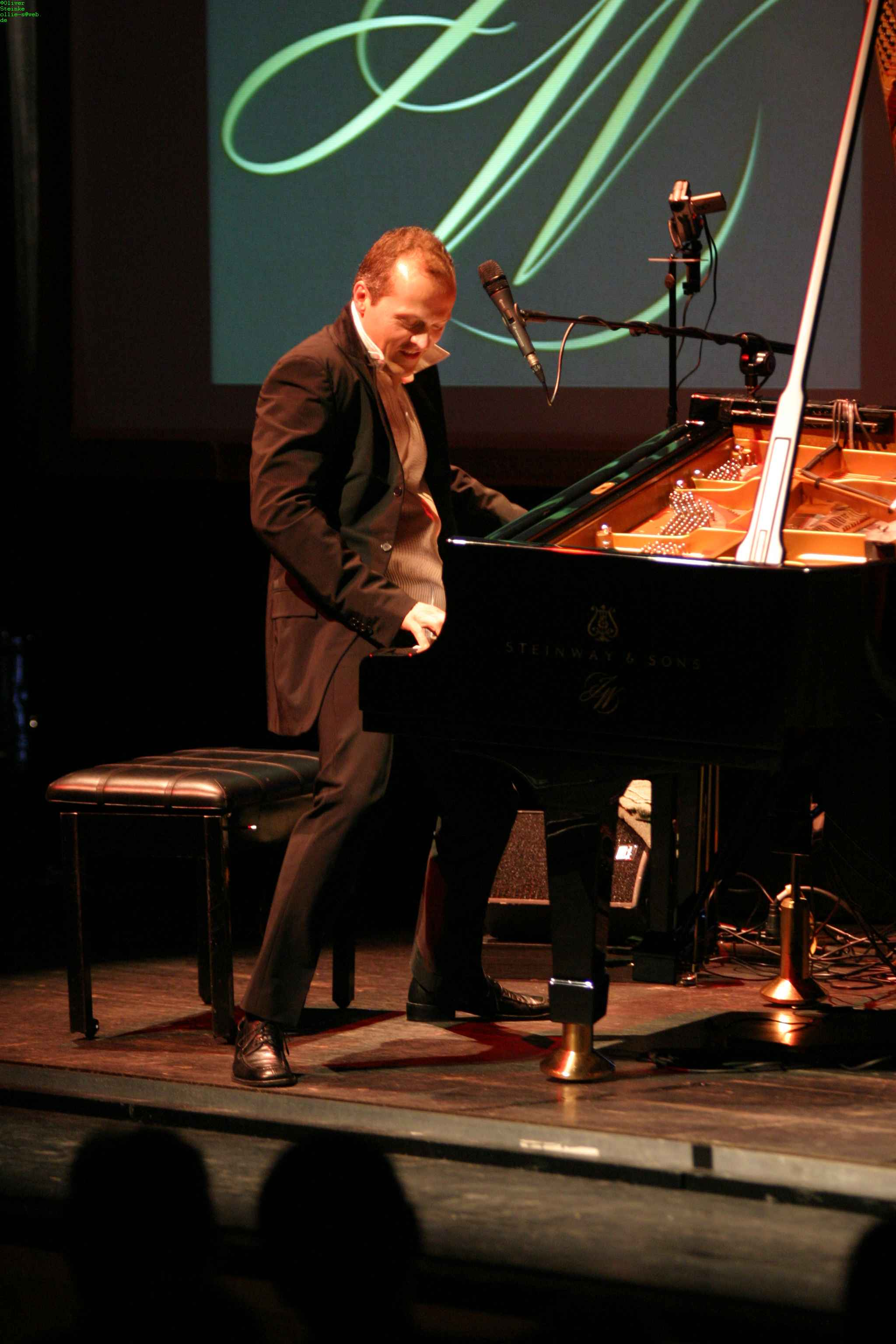
Joja Wendts Tanz mit dem Flügel

Die bisher erschienenen Alben, chronologisch geordnet:
- The Art Of Boogie-Woogie (1991)
- Cookin' (1992)
- Live (1993)
- Fifty-Fifty (1994) (mit Inga Rumpf)
- Good Morning Blues (1995) (mit Abi Wallenstein)
- The Art Of Early Jazz Piano (1996)
- In The 25th Hour (1996) (mit Inga Rumpf)
- Blues On Air (1997) (mit Abi Wallenstein)
- Live At Lloyds (1997) (mit Inga Rumpf)
- Pacifique (1997) (mit Les McCann)
- hummelflug.de (1998)
- L'eglise (1999)
- Der Pianist (2000)
- Showtime (2002)
- Live! ... sehr schwer zu spielen (2003)
- The Grand Piano (2005)
- Mit 88 Tasten um die Welt (2007)
- Im Zeichen der Lyra (2011)
- JOJAs Klaviermusik (2016)

## Filmografie
- 2003 – 2004: Wer kennt die Hits? (NDR)
- 2004: 7 Zwerge – Männer allein im Wald
- 2005: Zibb
- 2006: Hermann & Tietjen
- 2006: 7 Zwerge – Der Wald ist nicht genug
- 2007: Volle Kanne
- 2007 – 2008: DAS!
- 2008: Happy Otto – Wir haben Grund zum Feiern ...
- 2008: Dein Song
- 2008: Wetten, dass ..?
- 2008: Joja Wendt – Mit 88 Tasten um die Welt: Live
- 2008: Ein Abend für ...
- 2009: NDR Talk Show
- 2013: Heinz Erhardt ist Kult! Der große Humorist und sein Erbe
- 2013: Krömer – Late Night Show
- 2013: Deutschlands Superhirn